# Белейович Іван
Іван Федорович Белейович (псевдо: «Дзвінчук») (1 червня 1916, с. Микуличин, Яремчанська міська рада, Івано-Франківська область — 19 липня 1999, там само) — командир Української Народної Самооборони Станіславської області, командир 5-ї ВО «Маківка» групи УПА-«Захід».

## Життєпис

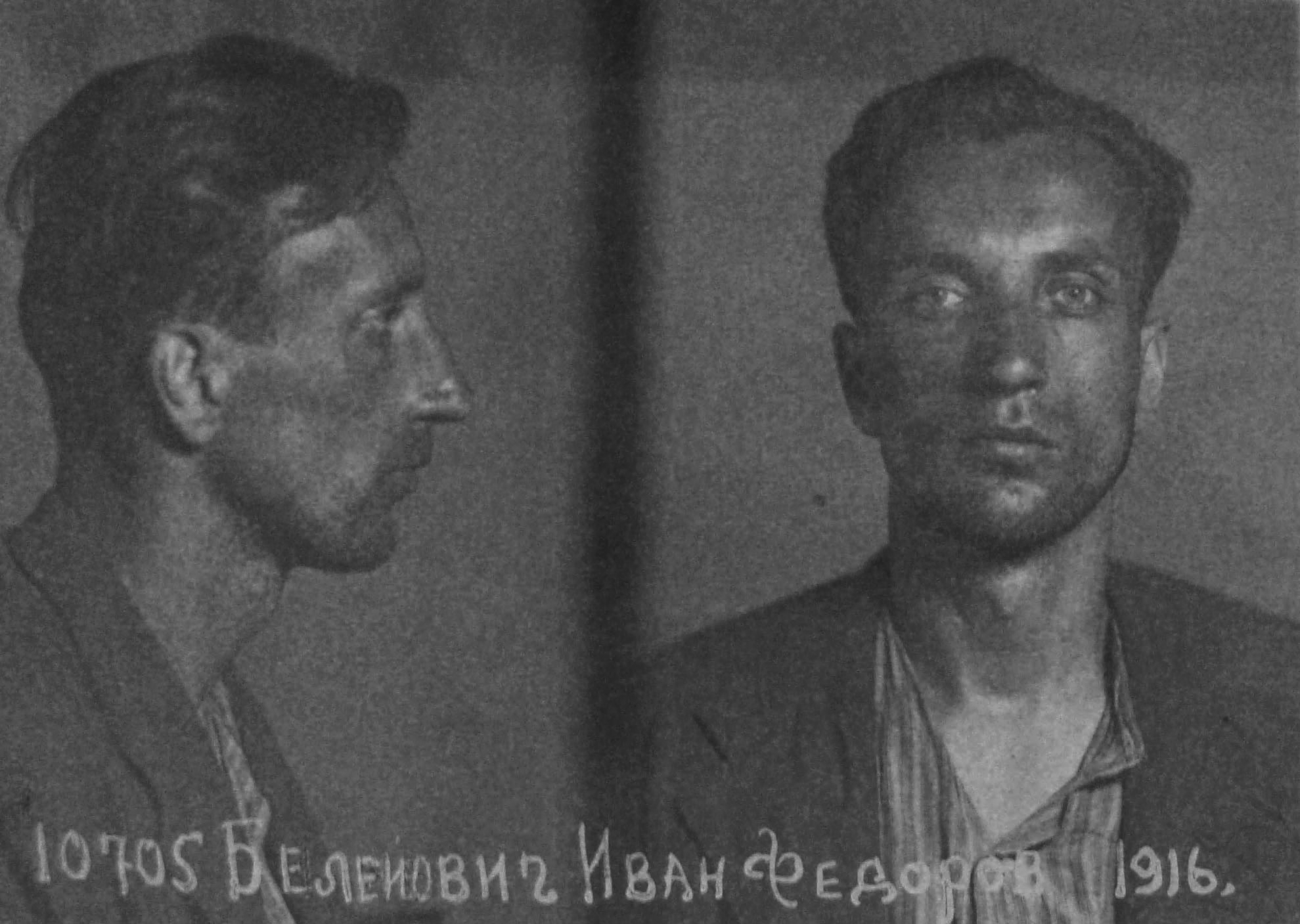
Іван Белейович після ув'язнення

Народився 1 червня 1916 року в Микуличині (тепер Яремчанська міська рада Івано-Франківської області).
Навчався у Станиславській гімназії, але був виключений за членство в ОУН. Закінчив навчання в гімназії у Тлумачі.
З 1938 року в Карпатській Україні, комендант охорони штабу Карпатської Січі. Після окупації Закарпаття Угорщиною пробився до Румунії, а звідти через Сербію та Хорватію добрався до Австрії. В 1940 році служив у вартівничих сотнях біля Кракова.
З початком війни повернувся у рідне село. Протягом 1941—1943 військовий референт окружного та обласного проводів ОУН. У 1943 році призначений обласним командиром Української Народної Самооборони.
У січні 1944 командир Воєнної Округи УПА «Маківка» (ВО-5 «Маківка»), яка територіально складалась зі Стрийщини, Дрогобиччини, Самбірщини і Турківщини. Був відповідальний за охорону першого Великого збору УГВР у липні 1944, проводив церемонію першої збірної присяги УГВР вояками УПА 5 серпня 1944 р.
З 1945 працює у мережі ОУН, у 1946 підвищений до сотника. В серпні 1947 як керівник групи кур'єрів УГВР йде на Захід, але попадає до полону в Чехословаччині. Переданий чеською владою МГБ, з яким пішов на співпрацю і допомагав ліквідувати ОУН Надвірнянщини.
Засуджений до 25 років тюрми суворого режиму і без прав повернення на Україну. Завдяки амністії 1956 року звільнений і повертається до рідного села. Жив тут під постійним наглядом агентів МГБ. У 1967 році одружився з Марією Вередюк.
Помер Іван Белейлович 19 липня 1999 року, похований у Микуличині.